# Клоков Георгій Павлович
Гео́ргій Па́влович Кло́ков (нар. 19 травня 1931, Курськ, РРФСР- 2010, м. Дніпро) — художній керівник Дніпропетровського фольклорно-хореографічного ансамблю «Славутич», народний артист України.

## Біографія
Георгій Клоков народився в Курську, після цього сім'я переїхала до Дніпропетровська.
1952 року Клоков був прийнятий на роботу до ансамблю народного танцю Молдавської РСР «Жок» у Кишиневі, у якому пропрацював 1960 року на посаді артиста-соліста балету. З 1960 по 1973 роки — художній керівник самодіяльного ансамблю народного танцю «Дружба» при Будинку культури Дніпропетровського заводу імені Г. Петровського. 1974 року став одним із засновників та головним балетмейстером фольклорно-хореографічного ансамблю «Славутич».

## Нагороди
- Орден Трудового Червоного Прапора (1971)
- Народний артист України (1994)
- Орден «За заслуги» III ступеня (1999)